# 馬里烏斯·格爾斯貝克
馬里烏斯·格爾斯貝克（德語：Marius Gersbeck）是一位德國足球選手。在場上司職守門員。現效力于德乙球隊卡尔斯鲁厄。他在18歲時首次代表柏林赫塔在職業比賽中出場。